# Murat Kardanov
Murat Kardanov (* 4. ledna 1971) je bývalý ruský zápasník – klasik kabardské národnosti, olympijský vítěz z roku 2000.

## Sportovní kariéra
Je rodákem z kabardské horské obce Zaragiž v Čerekském okrese, kde začal zápasit v útlém věku pod vedením Zamira Goplačova. Na začátku osmdesátých dvacátého století se přestěhoval s rodiči do Nalčiku, kde začal navštěvovat zápasnický klub Vladimera Lobdžanidzeho. Ve 14 letech si vybral ke studiu střední sportovní školu olympijských rezerv v Rostově na Donu. V Rostově, v baště zápasu řecko-římského se připravoval pod vedením Galusta Harahašjana. V roce 1991 vstoupil na univerzitu tělovýchovy a sportu v Krasnodaru, kde se připravoval pod vedením Igora Ivanova. Pod vedením Ivanova se dostal poprvé do ruské klasické reprezentace ve váze do 82 kg. Po úspěšném roce 1993 si však prošel sérií zranění a jeho místo reprezentační jedničky zaujal moskevský Sergej Cvir. V roce 1996 s Cvirem prohrál nominaci na olympijské hry v Atlantě.
Od roku 1997 přestoupil do nižší váhové kategorie do 76 kg, ve které nahradil končícího Mnacakana Iskandarjana. V roce 1999 vybojoval šestým místem na zářijovém mistrovství světa v Athénách účast na olympijských hrách v Sydney a v olympijském roce 2000 potvrdil nominaci při ruské kvalifikaci. Do Sydney přijel výborně takticky připravený, nechyboval a sbíral body za pasivitu soupeřů v parteru. Ve čtvrtfinále porazil Aru Abra'amjana ze Švédska 3:1 na technické body, když rozhodující bod přidal v prodloužení. Semifinále s Finem Marko Yli-Hannukselou rozhodl v prodloužení koršunem po boji v parteru a ve finále nastoupil proti Američanu Mattu Lindlandovi. Po minutě finálového zápasu se přítrhem dostal za soupeře. Ujal se vedení 1:0 na technické body a vzápětí koršunem navýšil vedením na 3:0. Do konce hrací doby si Američana hlídal v boji o úchop a vítězstvím 3:0 na technické body získal zlatou olympijskou medaili. Vzápětí ukončil sportovní kariéru.

## Výsledky
| Olympijské hry     |    | — |    |   |   | — |     |    |    | 1. |  |  |  |  |  |
| Mistrovství světa  | —  |   | 3. | — | — |   | úč. | 4. | 6. |    |  |  |  |  |  |
| Mistrovství Evropy | —  | — | 3. | — | — | — | —   | 1. | —  | 3. |  |  |  |  |  |
| MS nadějí          | 1. |   |    |   |   |   |     |    |    |    |  |  |  |  |  |